# Maudgaljájana

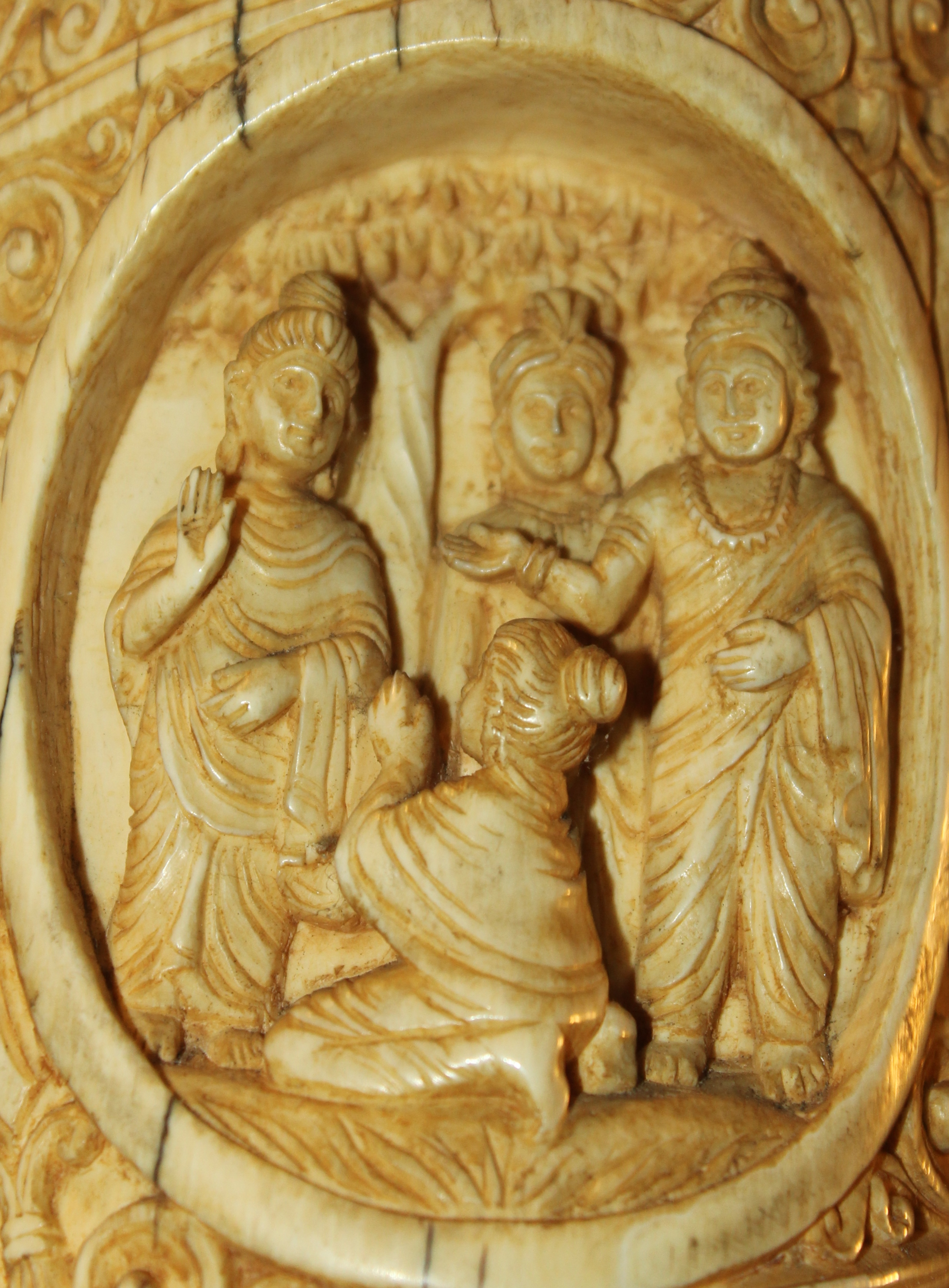
Maudgaljájana a Sáriputta

Maudgaljájana, či též Mahá Mógallána byl indický duchovní a filozof, dle tradice Buddhův žák, druhý mu nejbližší po Sáriputtovi. Byl to zřejmě on, kdo do buddhismu vnesl uctívání předků (tzv. festivaly duchů). Někdy bývá za jeho následovníka označován Dharmagupta, zakladatel školy zvané dharmaguptaka.

## Život
Podle buddhistické tradice se narodil v brahmánské rodině ve vesnici zvané Kolita, která však je dnes neznámá, někteří spekulují, že by mohlo jít o dnešní Kul. Kolita také mělo být Maudgaljájanovo původní jméno.
V Pálijském kánonu se o něm píše, že měl modrou kůži, protože se narodil v pekle. Někteří tvrdí, že je původně míněno, že měl kůži tmavou. Ale s peklem je Maudgaljájana dáván do souvislosti často.
Prý se narodil přesně ve stejný den jak Sáriputta (původním jménem Upatisa) a měli to být přátelé od dětství. Původně oba hledali duchovní poučení u mudrce jménem Saňjaja Belatthiputta, představitele skeptické školy zvané Ajňana, která odmítala metafyzické spekulace. Podle théravádských a mahásaghigských zdrojů oba mladé chlapce duchovně neuspokojil, a proto od něj odešli, ve zdrojích tibetských a podle školy mulasarvastivada šlo naopak o velkého zasvěcence, který je vyučil v meditačních technikách, předpověděl příchod Buddhy a dva mladí žáci mu zůstali věrni až do jeho smrti.
Pak se prý oba přátelé rozdělili, s tím, že budou hledat duchovní potravu každý zvlášť a vzkáží tomu druhému, když narazí na její zdroj. K Buddhovu učení byl dle tradice nejprve přiveden Upatisa, když potkal žebravého Buddhova žáka. Vzkázal Kolitovi, že našel, co hledali, a oba se měli připojit k Buddhovi a jeho 500 žákům ve Veuvaně. Všech pět set žáků krom nich dvou dosáhlo ve stejný den osvícení. Kolita a Upatisa, nyní již zvaní Maudgaljájana a Sáriputta, dosáhli osvícení až s dvoutýdenním zpožděním. Tomuto faktu se pak buddhističtí teoretici často věnovali a různě ho vykládali - výklad sahá od teze, že oba žáci byli příliš unavení, až po dalekosáhlá zdůvodnění, že jejich pochopení bylo hlubší, proto trvalo déle, či že "král se na cestu vypravuje déle než prostý člověk".
Tomu odpovídá také to, že si je měl Buddha poté vyvolit za své dva hlavní žáky, což vyvolalo nespokojenost ostatních žáků. Buddha jí prý čelil poukazem na minulé životy. Od toho momentu užíval Maudgaljájana přídomek Mahá (v překladu to značí: skvělý). Měl být v hierarchii druhý za Sáriputtou, kterému byla připisována hlavně moudrost, kdežto Maudgaljájanovi "duchovní síla" (byl to on, kdo v první komunitě Buddhových žáků "komunikoval s duchy a nebeskými bytostmi").
Legendy se nejvíce zabývají jeho vítězstvím nad nágem (zhruba drakem) Nandopanandou. Velký vliv má také příběh, v němž Maudgaljájana zjistí, že jeho matka se dostala do pekla. Podle jedné verze mu Buddha řekne, že když bude dělat dobré skutky, stane se matčinou zásluhou, a to vylepší její budoucí zrození. V jiné verzi se dozví, že v jistý den v roce bytosti opouštějí peklo, lze se s nimi v tu chvíli setkat a předat jim své vlastní zásluhy, jimiž se pak mohou z pekla vykoupit. Všechny tyto příběhy měly velký vliv na jakési obnovení prastarého kultu předků v buddhismu - lidé musejí být dobří, aby vykoupili hříchy svých předků (v posledních sedmi generacích) a své zásluhy jim předávají během svátků zvaných festivaly duchů, populárních především v Číně a Japonsku (zde zvané bon). Toto pojetí mělo velmi blízko ke "sbírkám zbožnosti" v konfucianismu, což zřejmě umožnilo buddhismu snadněji pronikat do Číny. Někteří indologové a orientalisté také upozorňují, že příběh o Maudgaljájanově matce pomohl zlepšit postavení ženy v indické společnosti. Příběh měl také vliv literární, inspiroval například tibetský Epos o Gesarovi z Lingu, kde král Gesar jde rovněž zachránit svou matku do pekla, nicméně nakonec se ukáže, že se do pekla dostala nikoli kvůli karmě vlastní, individuální, ale kvůli zlým činům svého syna. To je důležitý lokální posun, neboť Tibeťané věří v karmu kolektivní, kdežto Indové jen v individuální.
Maudgaljájana byl prý učitelem Buddhova syna Rahuly. Měl sehrát klíčovou roli při schizmatu, kdy se odštěpil Buddhův žák Devadatta a odešlo s ním mnoho žáků. Byl to zřejmě právě Maudgaljájana, kdo většinu přiměl k návratu. Připisuje se mu autorství některých abhidharmových textů (zejm. Dharmaskandha a Prajňáptibhásja), avšak bývá to často zpochybňováno.
Maudgaljájana byl nakonec zavražděn nepřátelskou sektou (v jiné verzi lupiči), což buddhisté považují za důsledek jeho karmy z minulého života, když v jedné verzi zabil své rodiče, v jiné je pouze urazil. To má také dokazovat, že žádná psychická síla nemůže karmu přemoci, na druhou stranu ani nejhorší karma neznemožňuje dosáhnout osvícení.
Některé buddhistické texty Maudgaljájanu označují za arhata, tedy toho, kdo se již znovu nezrodí, jiné ovšem tvrdí, že on a tři další Buddhovi učedníci (Mahákasjapa, Subhuti, Mahakatjajana) se znovu narodí a stanou se novými Buddhy. Jeho socha bývá ve většině buddhistických chrámů hned vedle hlavní sochy Buddhy, spolu se sochou Sáriputtovou.